# Helldorado Promo
Helldorado Promo è l'unico EP fino ad oggi pubblicato dalla band heavy metal W.A.S.P.. Esso è stato pubblicato nel maggio del 1999.

## Tracce
1. Helldorado (intro) 00:56
2. Helldorado 05:07
3. Damnation Angels 05:55
4. Dirty Balls 05:23
5. High on the Flames 04:21

## Formazione
- Blackie Lawless – voce
- Chris Holmes – chitarra
- Mike Duda – basso
- Stet Howland – batteria